# بلتستان
بلتستان (بالأردوية: بلتستان)‏ هي منطقة جبلية في باكستان بالقرب من جبال قراقرم جنوب جبل كي 2 (ثاني أعلى جبل في العالم). يحد بلتستان من الغرب غلغت، ومن الشمال، سنجان (الصين)، ولداخ من الجنوب الشرقي، ووادي كشمير إلى الجنوب الغربي. متوسط ارتفاعها يزيد عن 3,350 متر (10,990 قدم).
قبل عام 1947، كانت بلتستان جزءًا من ولاية جامو وكشمير الأميرية، بعد أن احتلتها جيوش راجا غولاب سينغ في عام 1840. كانت تدار بالتستان ولاداخ معا تحت وازارة واحدة (مقاطعة) من الولاية. احتفظت بالتستان بهويتها في هذا الإعداد باسم سكردو تيهسيل، وكان كارجيل وليه هما التيهسيل الآخرين في المنطقة. بعد انضمام مهراجا جامو وكشمير إلى الهند، أطاح كشافو غلغت بحاكم المهراجا في غلغت واستولوا على بالتستان. ومنذ ذلك الحين، تحكم باكستان وكالة غلغت وبلتستان. واحتفظت الهند بوادي كشمير وكارجيل وليه تيسيلس. تم دمج جزء صغير من بلتستان، بما في ذلك قرية تورتوك في وادي نوبرا، في لداخ بعد الحرب الباكستانية الهندية 1971.
يسكن المنطقة في المقام الأول شعب بالتي من أصل تبتي. الغالبية العظمى من السكان يتبعون الإسلام. تعتبر بلتستان ذات أهمية إستراتيجية لباكستان والهند. حيث جرت حروب كارجيل وسياشن هناك.

## جغرافية

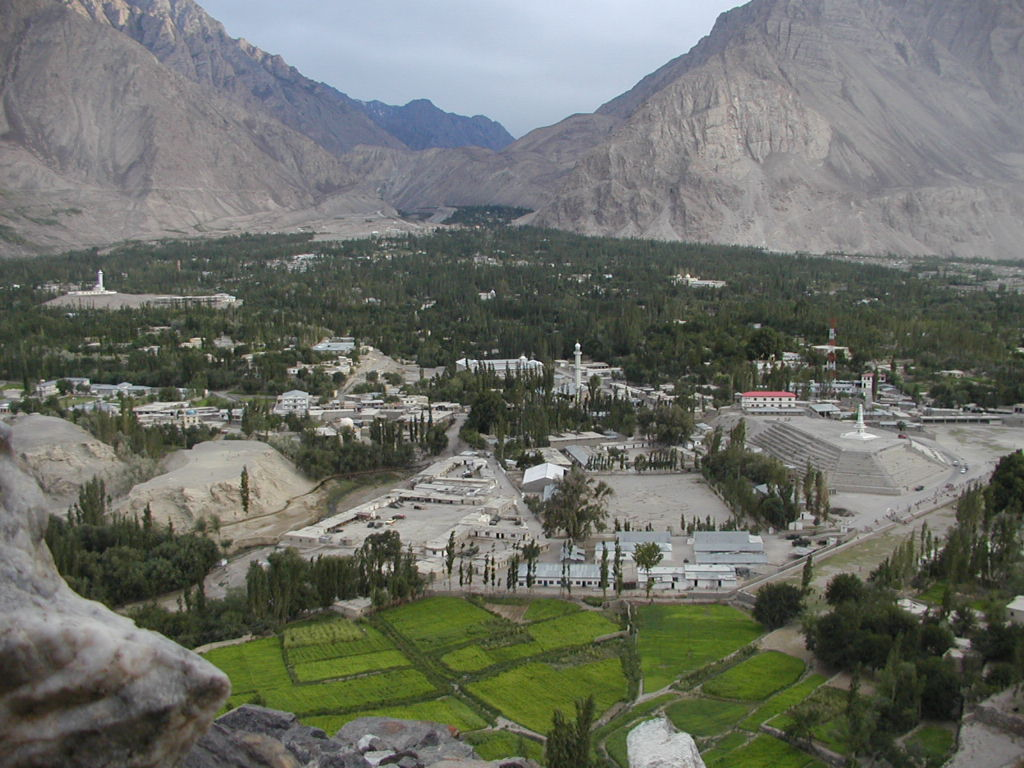
سكاردو، عاصمة باتستان

تميز موسوعة بريتانيكا عام 1911 بلتستان بأنها الطرف الغربي للتبت، وحدودها الطبيعية هي نهر السند من منعطفه الجنوبي المفاجئ حول نقطة الخريطة 35°52′N 74°43′E / 35.86°N 74.72°E والجبال في الشمال والغرب. يتحدث الكتاب المسلمون حول القرن السادس عشر عن بلتستان باسم "التبت الصغيرة"، ولداخ باسم "التبت الكبرى"، مع التأكيد على تشابههم العرقي. وفقا لأحمد حسن داني، تنتشر بلتستان صعودا من نهر السند ويفصلها عن لداخ نهر سياشين الجليدي. ويشمل وادي السند والوادي السفلي لنهر شيوك.
بلستان كتلة صخرية من الجبال السامية، التكوين السائد هو نايس (صخر). وفي الشمال يوجد جبل البلتورو الجليدي، وهو أكبر نهر جليدي من مناطق القطب الشمالي، ويبلغ طوله 56 كيلومترا )35 ميلا(، ويتجمع بين حيدان يبلغ أعلى قمة لهما إلى الجنوب 25,000 قدم (7,600 م) وإلى الشمال 28,265 قدم (8,615 م)

يمر نهر السند في أخدود، ويتسع بعد استقبال نهر شيوك عند 35°14′N 75°55′E / 35.23°N 75.92°E. ثم يشكل سهلًا على شكل هلال بطول 32 كيلومترًا (20 ميلًا) يتراوح عرضه بين 2 و8 كيلومترات (1 و5 ميل). وتقع الوديان الرئيسية الصالحة للسكن في خارمانغ خابلو وسكردو وراوندو على طول طرق هذه الأنهار.

## طبيعة المنطقة
إنَّ من قمم هذه الجبال الثلجية ينحدر المياه الذائبة لتتحول في طريقها نحو المنخفضات إلى قنوات وجداول من المياه كلَّما إتجه في طريقه نحو الأسفل، وهُناك عُيون تنبثق منها المياه في نقاط مُختلفة من تلك الجبال أهل القُرى يتنعمون بِها للزراعة والاكل والشرب. ففي تجاويف المنخفضة جداً من هذه المنطقة الجبلية تجري مياه الأنهار، فيمر نهر كرغيل ونهر السند فيلتقيان في بلتستان ثم بعد المرور على منطقة كهر منغ يلتقي هذا النهر مع نهر منطقة خبولو ثم تَمُر على مدينة سْكردو، ويصب نهر شيغر أيضاً في نهر سْكردو ويذهب هذا النهر المعروف بنهر السند مُخترقةً لبلتستان على شكل عدة منعطفات بين تجاويف تلك الجبال العظيمة من الجنوب الشرقي نحو الشمال الغربي متجهة إلى مدينة غلغيت ومنها يتجه نحو مدن باكستان جنوباً.

## أجواء بلتستان
هواء بلتستان بارد وجاف وذو فصول أربعة أطول فصل فيها هو الشتاء لارتفاع المنطقة عن سطح البحر كثيراً، ولكونها منطقة جبلية مغطى بالثلوج قمم جبالها على مدار السنة. يمتد فصل الربيع من 21 آذار إلى 21 أيار، ومن 21 أيار يبدأ فصل الصيف إلى آخر تموز، ويبدأ فصل الخريف من أول آب إلى آخر أيلول، ويبدأ فصل الشتاء من تشرين الأول إلى 21 آذار، ومتوسط هطول الأمطار في المنطقة (762) إلى (1270) مليمتر، وتتراوح درجة الحرارة في الربيع والخريف بين 10 إلى 20، وفي الصيف إلى 43 درجة وف الشتاء يتراوح بين تحت الصفر إلى 25 تحت الصفر درجة. أن أبناء المنطقة يطلقون على منطقتهم بلتي يُلْ ومعناه بلاد البَلْتِيَّة، تُرجمت إلى الفارسية فصارت تسمى بلتستان، أمَّا الرحّآلة القدماء كانوا يسمون هذه المنطقة : بلور أو پلور، پلو. أمّا أهالي التبت الكبرى كانوا يطلقون عليه ننگ گون، ربما لكون المنطقة واقعة في سلسلة جبال ننگ گون، وفي زمن حكومات المغول في الهند كانوا يطلقون على منطقة (كرغيل، بلتستان) : بالتبت الصغرى مقابل التبت الكبرى. وأرض بلتستان مع غلغيت كانت لا تُعتبر إدارياً جزءً من باكستان ومنطقة رسمية من الأقاليم الباكستانية الأربعة، بل هي كانت معلقة بسب كونها جزءاً من كشمير المتنازع عليه الذي يدعي ساسة باكستان بأنها منطقة تطالب بستقلالها وليست جزء من باكستان بل هي تدير شؤونها وتدعمها حكومة باكستان للحصول على استقلالها، التي كَانتْ تسمى سابقاً في باكستان بالمناطقِ الشماليةِ (شمالي علاقه جات)، التي أصبحتْ وحدة إدارية تحت رعاية حكومة باكستان في 1970 تحت الاسمِ “ مناطق شمالية، وشُكّلتْ ذلك بدمجِ منطقة غلغيت ومنطقة بلتستان في وزارة بعنوان وزارة لدَّخ، ومساحة جاجيت بلتستان يقدر (72,971 كيلو متر مربع) (28,174 ميل مربع)، ويقدر سكانُه (1,000,000) نسمة، وتَعتبرُ المنطقة محل نزاعَ بين الهند وباكستان والصين منذ 1947، في حين أن سکان بلتستان وغلغيت يخالفون هذه النظرة بكونهم تابعين لكشمير الحرة في باكستان أو أن يكونوا في ظل حكومة كشمير فيما لو استقلت، فالبلتستانيون والغلغتيون كانوا منذ استقلالهم يطالبون بالانضمام إلى حكومة باكستان رسمياً، وبعد نصف قرن من السعي الحثيث وافقت مبدئيا حكومة باكستان أن تلحق بلتستان وغلغيت بباكستان، وسمحت لهم بتشكيل مجلس ولاية غلغيت بلتستان في مدينة سكردو البلتستانية، وجرت الانتخابات في عام 2009 وشكل مجلس الولاية غلغيت بلتستان كولاية خامسة في باكستان، وبقي مراحل النهائية للمصادقة عليها من قبل دولة باكستان. فبدأ عملياً انفصال غلغيت بلتستان عن كونها منطقة تابعة لكشمير من زمن حكام دوغرا منذو مأتين سنة، الذي يراه أبناء المنطقة أنهم ألحقوا بكشمير ظلما وعدوانا. مدينة سكردو تقع في بلتستان وهي المركز لبلتستان وتعد حاليا هي أحد سبع مناطق في ولاية غلغيت بلتستان أي مناطق الشمالية سابقاً في باكستان. وبلدة سكردو حاليا عاصمةُ الولاية غلغيت بلتستان. في القرنِ الرابع عشرِ، تحول سكان البوذيين في بلتستان، وكرغيل وبَعْض مناطق لدَّأخ إلى الإسلام بواسطة حكام المنطقة الذين أتو بالمبلغين كسيد علي الهمداني (714-786) وغيره مع أن الإسلام كان داخلا إلى المنطقة قبل هذا بكثير، نعم كانت هذه المرحلة أوج التحول الإسلامي في المنطقة، فأسست دور العبادة بشكل رسمي في كثير من المناطق، وقد اعتلى راية الإسلام بشموخ، وصارت بلتستان مركزاً للمذهب الشيعي في المنطقة، ووفدت إليه أهل العلم من إيران لِما وفر لهم أبناء المنطقة وحكَّامها من مجال العمل الديني التبليغي لَهُم، فنشأ عُلَماء تبتيين كثيرين في المنطقة للحركة العلمية الدينية، وبزغ فيها شُعراء فطاحل في مدح ورثاء أهل البيت أمثال با عباس وغيره باللهجة البلتية التبتية، ومنذ تلك العصور بفضل الحكام ورجال الدين أن أغلب المناطق لها رجال دين، فقليل ما ترى منطقة تخلو من عالم دين ؛ فبلتستان هي المركز للإسلام في التبت، حتى أن اليوم صار لدى البوذيين في لداخ وغيره كلمة البلتي تعادل وتردف كلمة المسلم، فلو أسلم البوذي يقولون أنه أصبح بلتياً، لقد قدَّمت بلتستان للإسلام الكثير الكثير في المنطقة وما حولها، حتى أن اليوم ترى في سُكَّان أهل بلتستان ما زالت هذه الحيوية لِخدمة الدين والمذهب ينبض في وجدانه بشكل مُتميز في عموم باكستان أين ما حَلَّ. والإسلام في كرغيل ولدَّأخ اليوم كثير من أسسه أقامها البلتييون في تلك العصور الغابرة، وبما أن منطقة البلت معزولة عن العالم الخارجي لطبيعتها الوعرة لم يكتب المؤرخون عن البلتيين بشكل لائق بما لهم من خدمات جليلة للدين والمذهب.